# الکساندر رمزی (بازیکن فوتبال)
الکساندر رمزی (انگلیسی: Alexander Ramsey؛ 1867 – ۱۹۴۲ (۷۴−۷۵ سال)) بازیکن فوتبال اهل بریتانیا بود.
از باشگاه‌هایی که در آن بازی کرده‌است می‌توان به باشگاه فوتبال وست برومویچ آلبیون و باشگاه فوتبال کیدرمینستر هاریرس اشاره کرد.